# 竹田定加
竹田 定加（たけだ じょうか）は、戦国時代から安土桃山時代の医師。竹田法印と称される。

## 生涯
天文年間に父定珪が死去したために家督を相続。腹診をよく行ってこれを広めた。元亀2年（1571年）正親町天皇の脈を取り平癒させたため、法眼に叙される。天正9年（1581年）には女官の治療に貢献したことにより法印に昇進する。豊臣秀吉と親交が深く、特に秀吉生母大政所を快癒させた際には多大な恩賞を得ている。その他、曼殊院覚恕、羽柴秀勝、丹羽長秀、顕如などを治療している。文禄2年（1593年）文禄の役講和のために来日した謝用梓らが発病した際、処方を行うなど対応して親交を深めた。徳川氏に対しても徳川秀忠の娘の処方を行っている。慶長2年（1597年）秀吉が病床に伏した際、出仕がなかったために罰せられた。慶長5年（1600年）に死去。子孫は豊臣家を離れ、江戸幕府に仕えた。

## 逸話
- 天正13年（1583年）丹羽長秀が死去した際、体内から異物が摘出された。秀吉はこれを興味深く思い、医者が管理すべきだろうと考えて定加に与えている。